# Bromelia rondoniana
Bromelia rondoniana är en gräsväxtart som beskrevs av Lyman Bradford Smith. Bromelia rondoniana ingår i släktet Bromelia och familjen Bromeliaceae. Inga underarter finns listade i Catalogue of Life.